# "Happy" in Galoshes
"Happy" in Galoshes è il secondo album in studio  di Scott Weiland, frontman degli Stone Temple Pilots, e Velvet Revolver pubblicato dalla Softdrive Records.

## Tracce
CD 1
1. Missing Cleveland – 4:13
2. Tangle with Your Mind – 3:42
3. Blind Confusion – 4:22
4. Paralysis – 3:50
5. She Sold Her System – 4:31
6. Blister on My Soul – 4:08
7. Fame (David Bowie cover feat. Paul Oakenfold) – 3:26
8. Killing Me Sweetly – 4:33
9. Big Black Monster – 3:23
10. Beautiful Day – 5:09

CD 2
1. Crash – 3:51
2. Hyper-Fuzz-Funny-Car – 3:29
3. The Man I Didn't Know – 4:33
4. Sometimes Chicken Soup – 3:59
5. Somethings Must Go This Way (Paloalto cover) – 4:45
6. Pictures & Computers (I'm Not Superman) – 6:49
7. Sentimental Halos – 5:35
8. Reel Around the Fountain (The Smiths cover) – 5:25
9. Arch Angel – 4:38
10. Be Not Afraid (Catholic Hymn UnTitolod Track) – 6:20
11. I Know It's Too Late – 4:26

## Formazione
- Scott Weiland – voce, tastiera, piano
- Doug Grean – chitarra, basso
- Adrian Young – percussioni
- Michael Weiland – batteria
- Matt O'Connor – batteria, percussioni